# 카르발라주
카르발라주(아랍어: كربلاء)는 이라크의 주로 주도는 카르발라이며 면적은 5,034km2, 인구는 724,000명(2003년 기준)이다. 바그다드 남서쪽에 위치하며 북쪽과 서쪽으로는 안바르주, 남쪽으로는 나자프주, 동쪽으로는 바빌주와 접한다.
주도 카르발라는 시아파 제3대 이맘인 후세인 이븐 알리의 영묘가 있기 때문에 시아파 무슬림들의 성지로 여겨진다.